# Берк (містечко, Нью-Йорк)
Берк (англ. Burke) — місто (англ. town) в США, в окрузі Франклін штату Нью-Йорк. Населення — 1421 особа (2020).

## Демографія
Згідно з переписом 2010 року, у місті мешкало 1465 осіб у 548 домогосподарствах у складі 382 родин. Було 614 помешкання
Расовий склад населення:
| - 97,2 % — білих - 0,5 % — корінних американців - 0,4 % — чорних або афроамериканців - 0,3 % — азіатів |

До двох чи більше рас належало 1,4 %. Частка іспаномовних становила 0,8 % від усіх жителів.
За віковим діапазоном населення розподілялося таким чином: 27,6 % — особи молодші 18 років, 59,8 % — особи у віці 18—64 років, 12,6 % — особи у віці 65 років та старші. Медіана віку мешканця становила 38,0 року. На 100 осіб жіночої статі у місті припадало 109,9 чоловіків;  на 100 жінок у віці від 18 років та старших — 104,8 чоловіків також старших 18 років.
Середній дохід на одне домашнє господарство  становив 63 829 доларів США (медіана — 52 788), а середній дохід на одну сім'ю — 79 587 доларів (медіана — 64 318). Медіана доходів становила 41 471 долар для чоловіків та 40 781 долар для жінок. За межею бідності перебувало 18,1 % осіб, у тому числі 20,7 % дітей у віці до 18 років та 14,5 % осіб у віці 65 років та старших.
Цивільне працевлаштоване населення становило 689 осіб. Основні галузі зайнятості: освіта, охорона здоров'я та соціальна допомога — 22,9 %, публічна адміністрація — 14,7 %, сільське господарство, лісництво, риболовля — 12,2 %, будівництво — 11,6 %.